# Смирна (Теннессі)
Смирна (англ. Smyrna) — місто (англ. town) в США, в окрузі Резерфорд штату Теннессі. Населення — 53 070 осіб (2020).

## Географія
Смирна розташована за координатами 35°58′26″ пн. ш. 86°31′27″ зх. д. / 35.97389° пн. ш. 86.52417° зх. д. (35.973787, -86.524191).  За даними Бюро перепису населення США в 2010 році місто мало площу 76,94 км², з яких 76,66 км² — суходіл та 0,29 км² — водойми.

## Демографія
Згідно з переписом 2010 року, у місті мешкали 39 974 особи в 14 807 домогосподарствах у складі 10 509 родин. Густота населення становила 520 осіб/км².  Було 15787 помешкань (205/км²).
Расовий склад населення:
| - 75,0 % — білих - 11,2 % — чорних або афроамериканців - 4,4 % — азіатів - 0,6 % — корінних американців - 0,1 % — вихідців з тихоокеанських островів - 6,0 % — осіб інших рас |

До двох чи більше рас належало 2,7 %. Частка іспаномовних становила 10,7 % від усіх жителів.
За віковим діапазоном населення розподілялося таким чином: 27,9 % — особи молодші 18 років, 63,5 % — особи у віці 18—64 років, 8,6 % — особи у віці 65 років та старші. Медіана віку мешканця становила 33,0 року. На 100 осіб жіночої статі у місті припадало 94,9 чоловіків;  на 100 жінок у віці від 18 років та старших — 91,0 чоловіків також старших 18 років.
Середній дохід на одне домашнє господарство  становив 66 847 доларів США (медіана — 53 764), а середній дохід на одну сім'ю — 76 931 долар (медіана — 64 404). Медіана доходів становила 43 836 доларів для чоловіків та 37 276 доларів для жінок. За межею бідності перебувало 13,8 % осіб, у тому числі 19,3 % дітей у віці до 18 років та 6,8 % осіб у віці 65 років та старших.
Цивільне працевлаштоване населення становило 22 403 особи. Основні галузі зайнятості: освіта, охорона здоров'я та соціальна допомога — 18,2 %, виробництво — 15,9 %, науковці, спеціалісти, менеджери — 11,4 %, роздрібна торгівля — 10,3 %.